# Praha (námořní loď)
 Praha byla námořní loď určená pro dopravu hromadných substrátů. Postavili ji v polské loděnici A. Warskiego ve Štětíně, stala se v roce 1972 součástí flotily společnosti Československá námořní plavba.

## Historie lodě
Byla vybavena švýcarským vznětovým motorem Sulzer vyrobeným v Polsku. V štětínské loděnici byla první postavenou lodí určenou pro přepravu hromadných substrátů. Vozila např. cement, sóju, sádrovec, rudu, šrot. Často byla pronajímána kvůli vyššímu výtěžku z provozu a díky tomu se dostala do mnoha přístavů celého světa, v roce 1978 obeplula i Hornův mys. Byla vybavena jednomístnými kajutami námořníků, automatickým i dálkovým ovládáním řízení.
Sloužila Československu, resp. České republice téměř 22 let, absolvovala 188 plaveb. Dne 5. dubna 1994 byla z evidence ČNP vyřazena. Sešrotována byla v roce 1995.